# Idioma groningués
El groningués, o friso-groningués oriental (neerlandés: Gronings, groningués: Grönnegs)  es un grupo de dialectos del bajo sajón neerlandés que se hablan en la provincia neerlandesa de Groninga y sus alrededores, en el norte y este de la provincia de Drente y al este de la municipalidad frisona de Kollumerland ca. Tanto el groningués como el frisón oriental, al otro lado de la frontera germano-groninguesa, podrían considerarse como un solo dialecto.
El groningués fue consolidándose a medida que la ciudad de Groninga, durante el siglo XV, fue ganando más y más influencia en las tierras comarcanas. Cuando se incorporaron los Ommelanden (las inmediaciones) a Groninga, en 1594, como la provincia de Stad en Lande, el frisón que se hablaba en los Ommelanden fue substituido por la variedad bajo sajona hablada en Groninga; mismo proceso que se repetiría 200 años más tarde en la Frisia Oriental; sin embargo, el frisón oriental ha conservado algunos aspectos comunes de vocabulario y semántica con el groningués.
- Datos: Q508854